# Relais 4 × 400 mètres féminin aux championnats du monde d'athlétisme en salle 2016
Pour un article plus général, voir Championnats du monde d'athlétisme en salle 2016.
Navigation
2014 2018
Le relais 4 × 400 m féminin des Championnats du monde en salle 2016 s'est déroulé le 20 mars 2016 à l'Oregon Convention Center de Portland, aux États-Unis.
Les Américaines remportent l'épreuve sans surprise, devant les Polonaises et les Roumaines. Les Jamaïcaines ont abandonné après la chute de leur première relayeuse

## Médaillées
| Or         | Argent  | Bronze   |
| États-Unis | Pologne | Roumanie |

## Résultats

### Finale
| Rang               | Pays       | Athlètes                                                                 | Temps         | Notes |
| ------------------ | ---------- | ------------------------------------------------------------------------ | ------------- | ----- |
| Médaille d'or      | États-Unis | Natasha Hastings Quanera Hayes Courtney Okolo Ashley Spencer             | 3 min 26 s 38 | (WL)  |
| Médaille d'argent  | Pologne    | Ewelina Klocek Małgorzata Hołub Magdalena Gorzkowska Justyna Święty      | 3 min 31 s 15 | (SB)  |
| Médaille de bronze | Roumanie   | Adelina Pastor Mirela Lavric Andrea Miklos Bianca Răzor                  | 3 min 31 s 31 | (SB)  |
| 4                  | Nigeria    | Margaret Bamgbose Regina George Tameka Jameson Ada Benjamin              | 3 min 34 s 03 | SB    |
| 5                  | Ukraine    | Anastasiia Lebid Olha Bibik Anastasiya Bryzhina Dzhois Koba              | 3 min 40 s 42 | SB    |
| 6                  | Jamaïque   | Patricia Hall Chrisann Gordon Anneisha McLaughin Stephenie Ann McPherson | DNF           |       |

## Légende
Records et Performances
- AR : Record continental (area record)
- CR : Record des championnats (championship record)
- MR : Record du meeting (meet record)
- NR : Record national (national record)
- OR : Record olympique (olympic record)
- PR : Record paralympique (paralympic record)
- PB : Record personnel (personal best)
- SB : Meilleure performance personnelle de la saison (season's best)
- WL : Meilleure performance mondiale de l'année (world leader)
- WJR : Record du monde junior (world junior record)
- WR : Record du monde (world record)

Circonstances et Conditions
- DNF : N'a pas terminé (did not finish)
- DNS : N'a pas pris le départ (did not start)
- DQ : Disqualification (disqualification)
- NM : Aucun essai valable enregistré (No Mark)
- Q : Qualifié « directement » au prochain tour (ou à la prochaine compétition), lors d'une compétition majeure, grâce au classement ou à la réalisation des minima (automatic qualifier)
- q : Qualifié au prochain tour (ou à la prochaine compétition), lors d'une compétition majeure, grâce au repêchage ou à la réalisation de l'une des meilleures performances parmi celles des « non qualifiés directement » (grâce au meilleur temps ou à la meilleure distance par exemple) (secondary qualifier)